# Mosquerola
Mosquerola (en xurro, Mosquerhuela; en castellà i oficialment, Mosqueruela) és un municipi de l'Aragó, de la comarca de Gúdar-Javalambre. Limita amb els pobles de Vilafranca, Vistabella del Maestrat a la província de Castelló, Puertomingalvo, Linares de Mora, Valdelinares, Fortanet, Cantavella i l'Anglesola, aquests sis últims de la província de Terol.
Mosquerola és un poble caracteritzat per la seva gran extensió de pineda i el seu consegüent valor paisatgístic i natural, està enclavat en la comarca Gúdar-Javalambre, limítrof amb el Maestrat aragonès de Terol i amb el País Valencià. Aquesta comarca ha representat un important paper en la història, com terra de la frontera entre els regnes d'Aragó i València, com ho prova la conservació de nombrosos monuments arquitectònics.
Mosquerola fou declarada Conjunt Històric Artístic en 1982 i conserva l'arquitectura popular dels seus traçats medievals i restes del gòtic i barroc en algunes de les seves construccions. Existeixen diferents jaciments arqueològics com el Castell del Majo, la rambla de la Trucha i el cerro de Sant Antoni. Posseïx diferents monuments Històrics com l'antiga muralla i les seves portalades, l'església dedicada a l'Assumpció i les ermites del Carme, Sant Antoni, Sant Lamberto, Loreto i El Santuari de la Verge de l'Estrella que fiten al seu entorn. Altres monuments són l'ajuntament del s. XVII amb llotja de nou arcs, l'antic convent de Santa Engràcia que posseeix una capella gòtica, el palau Rei en Jaume i el Torrelló de la Casa Forta.
Gràcies al seu clima, Mosquerola és perfecte en totes les èpoques de l'any: en estiu per a gaudir el contacte amb la naturalesa i el seu patrimoni, i en hivern contemplar el paisatge nevat i practicar tot tipus d'esports d'hivern, ja que les pistes d'esquí de Valdelinares es troben a tan sols 25 km.

## Història
El territori de Mosquerola fou reconquerit el 1181 per Alfons el Cast, i la vila de Mosquerola fou fundada en 1265 per ordre del rei en Jaume I, a furs i costums del poderós Consell de Terol. Encara que abans existien referències documentals: la Mosquerola (1203), la font de la Mosquerola (1204) i castelli de la Moschorola (1208).
Mosquerola aconsegueix immediatament un gran desenvolupament. Al llarg del segle xiii i primeres dècades dels XIV, fou freqüentment la presència de la vila en la documentació de la Cancelleria Reial Aragonesa, degut principalment als conflictes de pasts que tingué amb la poderosa Casa de Ramaders de Saragossa. Aquests conflictes foren freqüents durant quasi tot el segle xiv, sobretot les generades entre la sesma del camp de Monteagut, a la qual pertanyia Mosquerola, i les viles més importants de la província de Castelló: Castelló de la Plana i Vila-real. Solien consistir en fets, guerres i agressions dels habitants de Mosquerola als ramaders i pastors veïns i els seus consegüents processos judicials. Aquesta sèrie de conflictes finalitzà en 1390 amb la sentència àrbitral de Vilafermosa, que establí les normes per les quals anava a regir-se la ramaderia extensiva d'una extensa regió.
Durant aquests segles, el terme municipal de Mosquerola es va poblant de nombroses masies i en 1333 s'aconsegueix l'adhesió dels termes del Castell del Mallo, després d'una dura disputa amb la veïna localitat de Vilafranca. Mosquerola va desenvolupant una intensa activitat relacionada amb la ramaderia i comerç de la llana.
Fou fins a finals del segle xiv quan explota la guerra dels Peres (1356-1369) amb Castella, guerra que resulta beneficiosa per a Mosquerola i els seus veïns, lleials al rei Pere IV. No fou ocupada i com premi rebé la titulació de vila (1366) i el privilegi de celebrar fires i mercats, a més, la Comunitat de Terol passa a denominar-se Comunitat de Terol i Vila de Mosquerola, sent aquesta capçalera de 65 aldees dependents. Cal no oblidar que la vila, des d'aquell moment, va tenir jurisdicció civil i criminal pròpia. Al llarg de la història formà part de la xarxa de duanes del Regne i com vila de realenc va tenir representació en les Corts.
I aquí, Mosquerola manté la seva importància, a pesar de les crisis que sacsaren al territori aragonès fins a l'Edat Mitjana, fins al segle xix quan el procés de desenvolupament es trunca. Les guerres carlines castigaren durament el seu territori i especialment la crisi de la ramaderia. A més, la Guerra Civil de 1936 destrueix part del patrimoni cultural de la vila, al mateix mateix temps que els maquis i la repressió minven les seves gents, especialment el nombrós grup masover.

## Monuments

### Monuments religiosos
- Església parroquial de l'Assumpció (S.XIV-XV.XVI).

És una obra barroca de l'any 1722, que reformà totalment l'antiga església gòtica dels segles xiv i xv, de la que es conserven restes, destacant sobretot la portada gòtica situada en un dels costats. fàbrica de maçoneria i canteria, amb tres naus cobertes amb volta d'aresta amb el creuer, la torre té cinc cossos de canteria, l'interior guarda un fragment del retaule del segle xvi i dos llenços del segle xvii.
- Ermita de la Verge del Carme.

Situada al nord de la població de Mosquerola en direcció Cantavella, és de maçoneria emblanquinada, amb entrada per arc de mig punt de cadiram i rebanc de cadiram.
- Ermita de Sant Antoni (XVIII).

És obra de gran longitud, de maçoneria, coberta a una sola mà, el trespol es recolza en una biga longitudinal que al seu torn es recolza en el centre d'una bella columna de cadiram de base prismàtica, fust estrat i capitell jònic de quatre voltes, la porta sud té llindar de fusta decorat i rebanc de caballó.

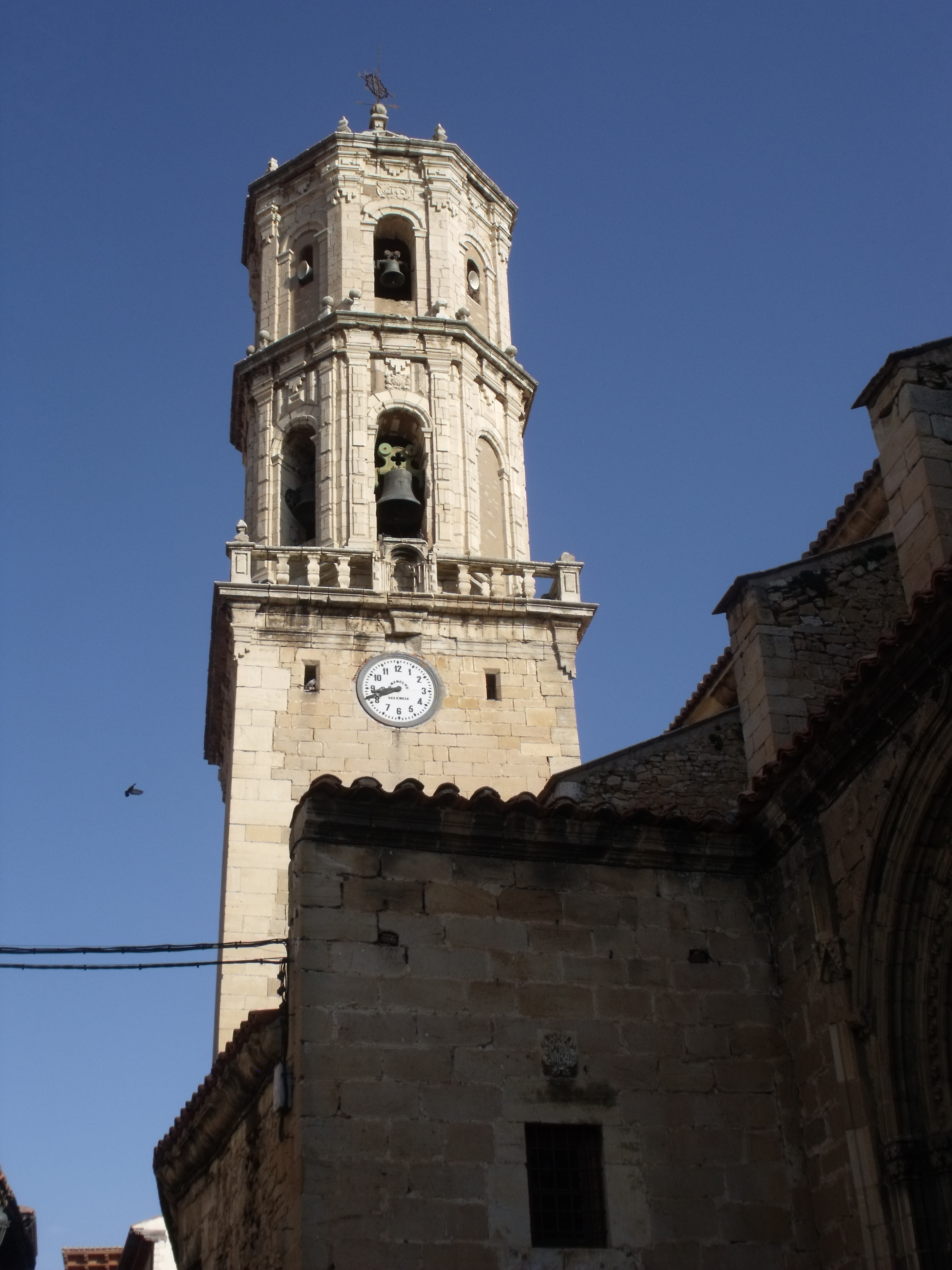
Campanar Església de l'Assumpció
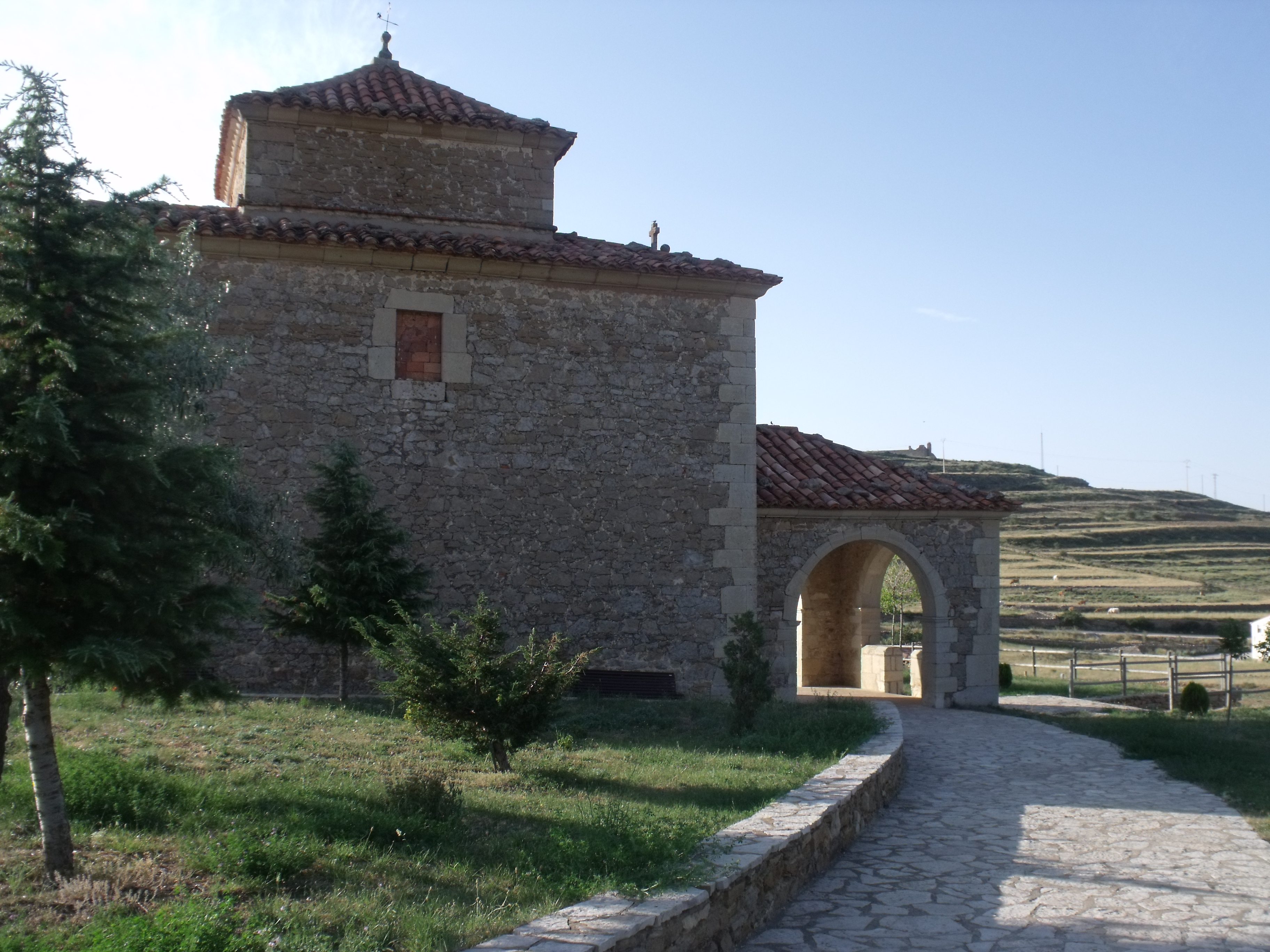
Ermita de Sant Lamberto
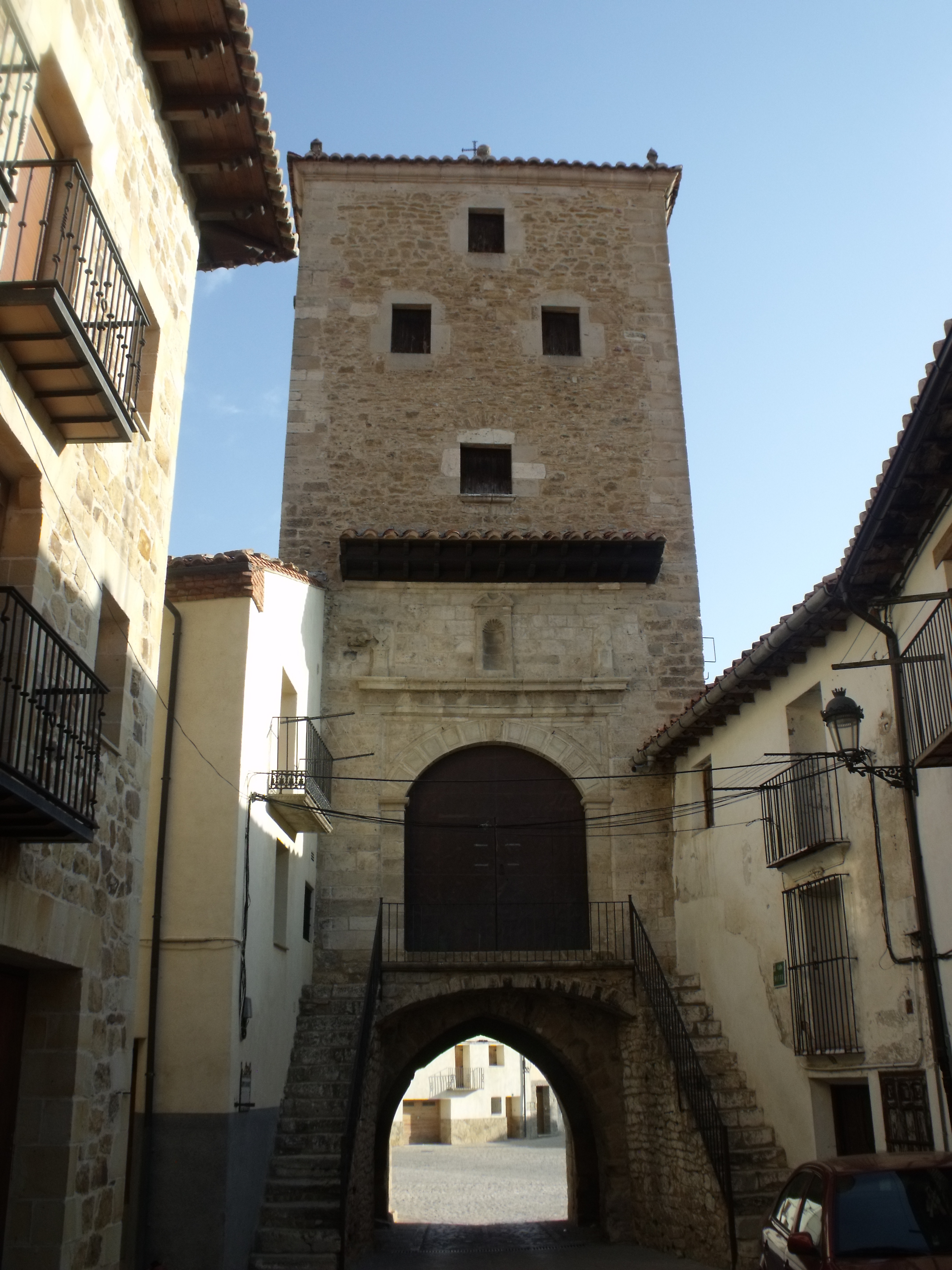
Ermita de Sant Roc, part interior
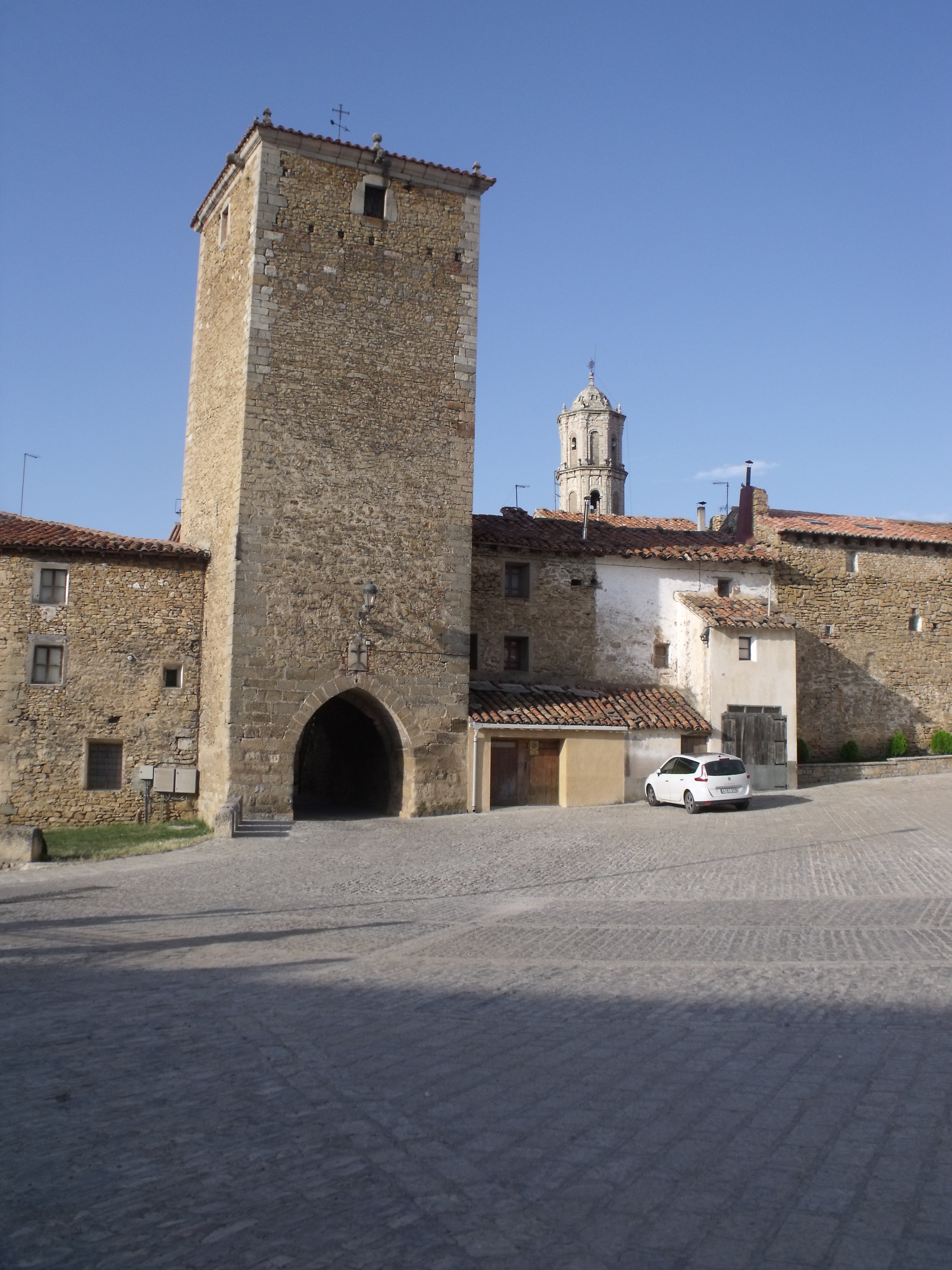
Ermita de Sant Roc, part exterior

- Ermita del Loreto (S.XVI-XVII).

És de canteria, amb una nau coberta a dues mans i atri; presbíter, l'interior conserva fragments d'un retaule del segle xvii i dos llenços.
- Ermita de Sant Lamberto (S.XVIII).

Edifici de maçoneria, amb una sola nau, coberta amb volta de mig canó i cúpula sobre petxines en el creuer.
- Ermita de Sant Roc (S.XVII).

L'ermita constitueix un torrelló de la muralla, és obra barroca de maçoneria i canteria, amb una sola nau, coberta amb volta de canó.
- Santuari de la Virgen de la Estrella  (S.XVIII).

Situat a 15 km de la població, té tres naus amb arcs formers i volta de canó recolzats sobre pilars i creuer, cobertes amb arc de canó amb llunets en la central, amb casquets d'esfera en els laterals, amb cúpula sobre petxines en el creuer i amb volta de canó sobre trompes en la capçalera, dues torres. Als peus de tres cossos amb sostre de perfil mixtilini; la portada té dos cossos, l'inferior, d'un ordre de columnes extenses estradies de capitells corrents amb porta de llinda, i el superior, de columnes salomòniques.

### Monuments civils
- Plaça porxada.
- portal i torre de Sant Roc.
- casa del poble.
- muralles.

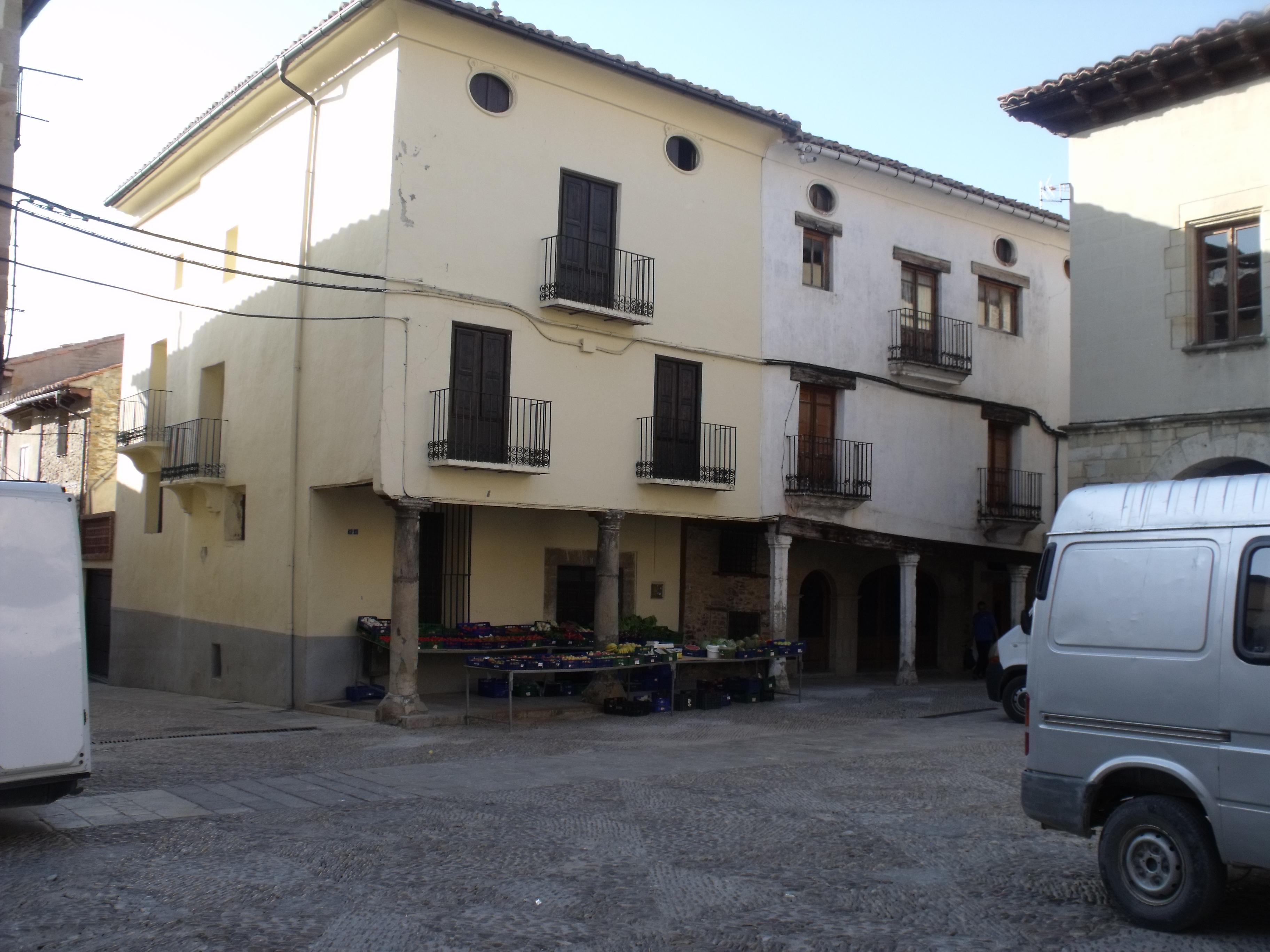
Plaça porxada.
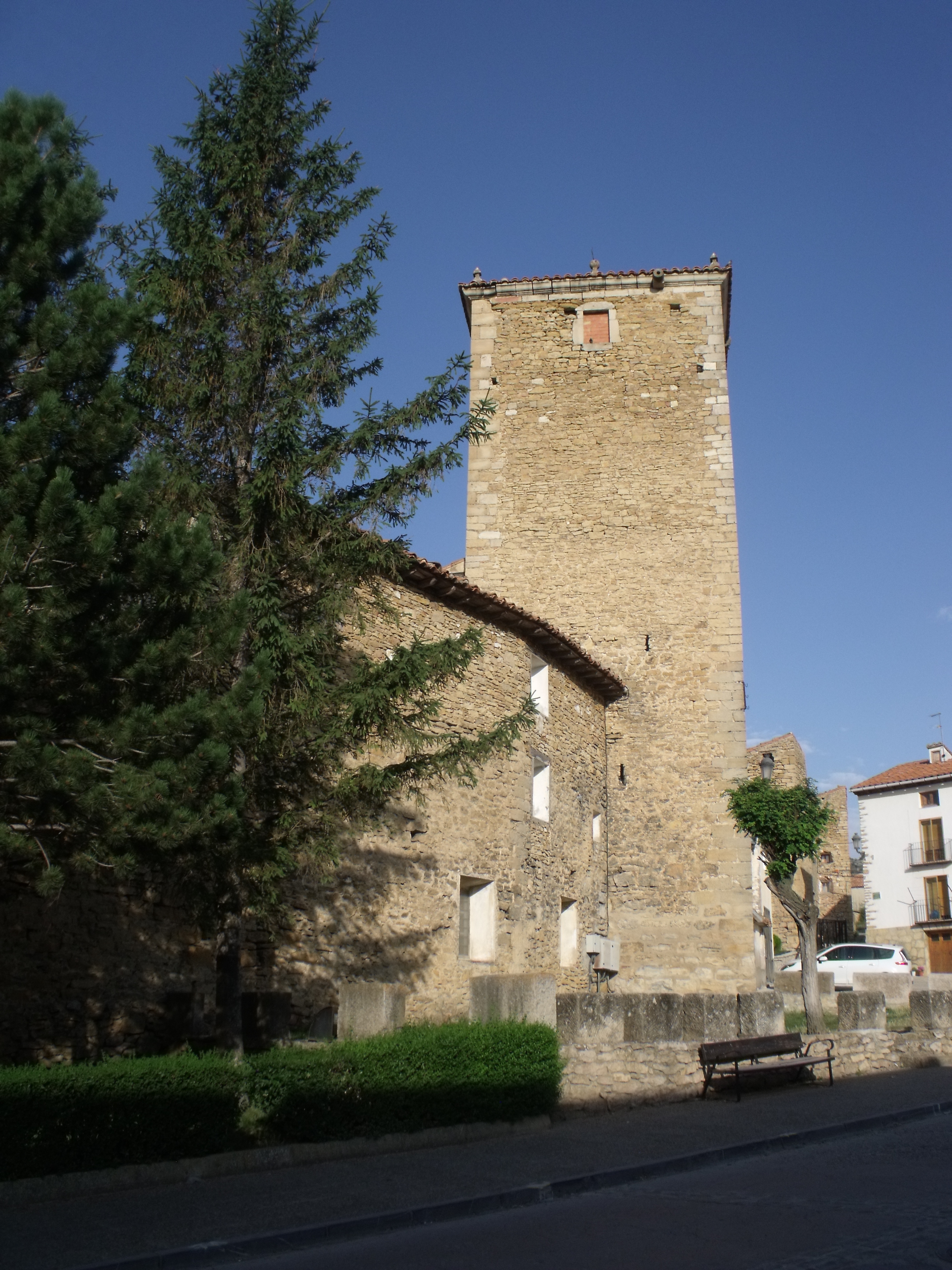
portal i torre de Sant Roc.
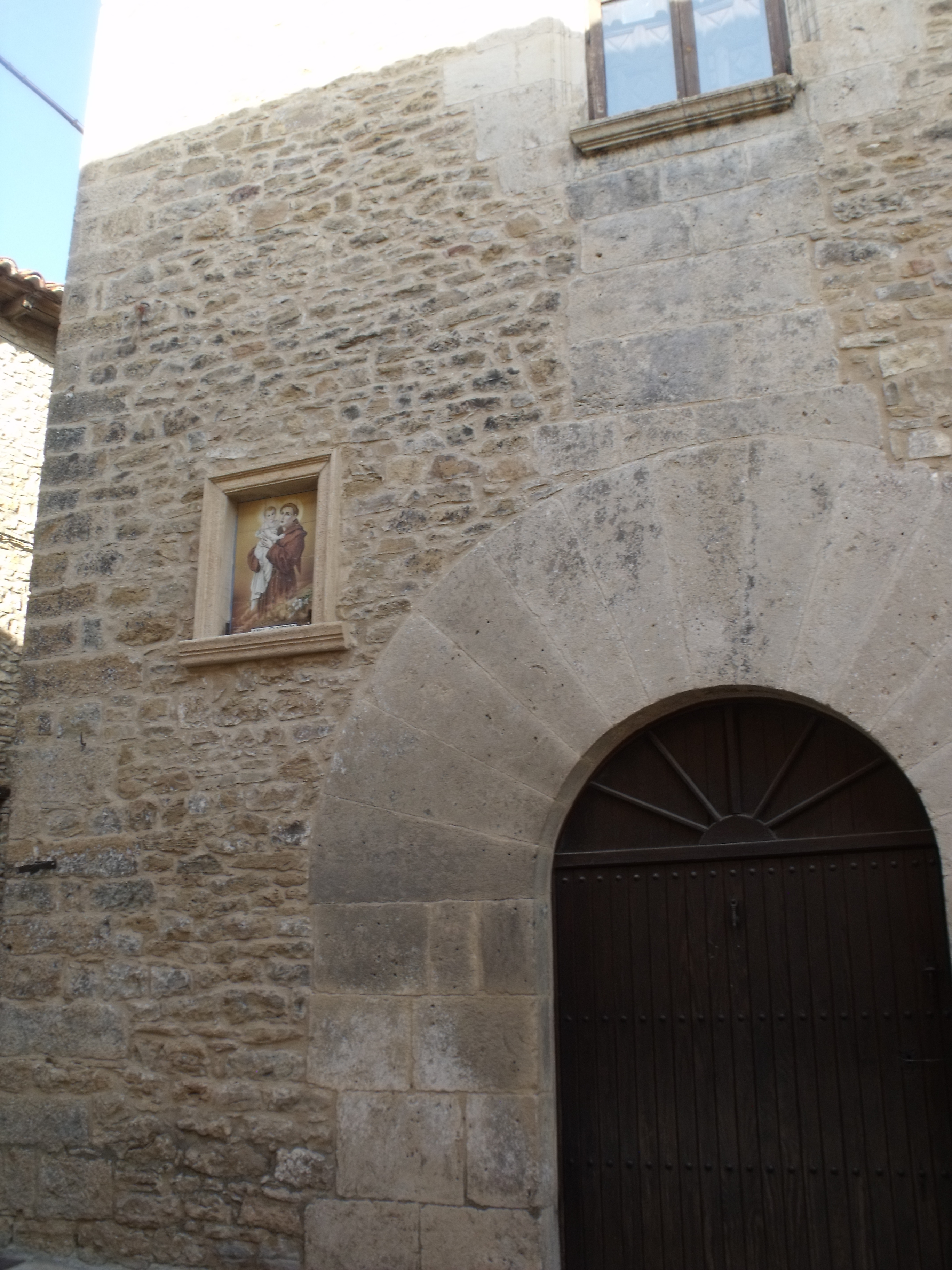
casa del poble.
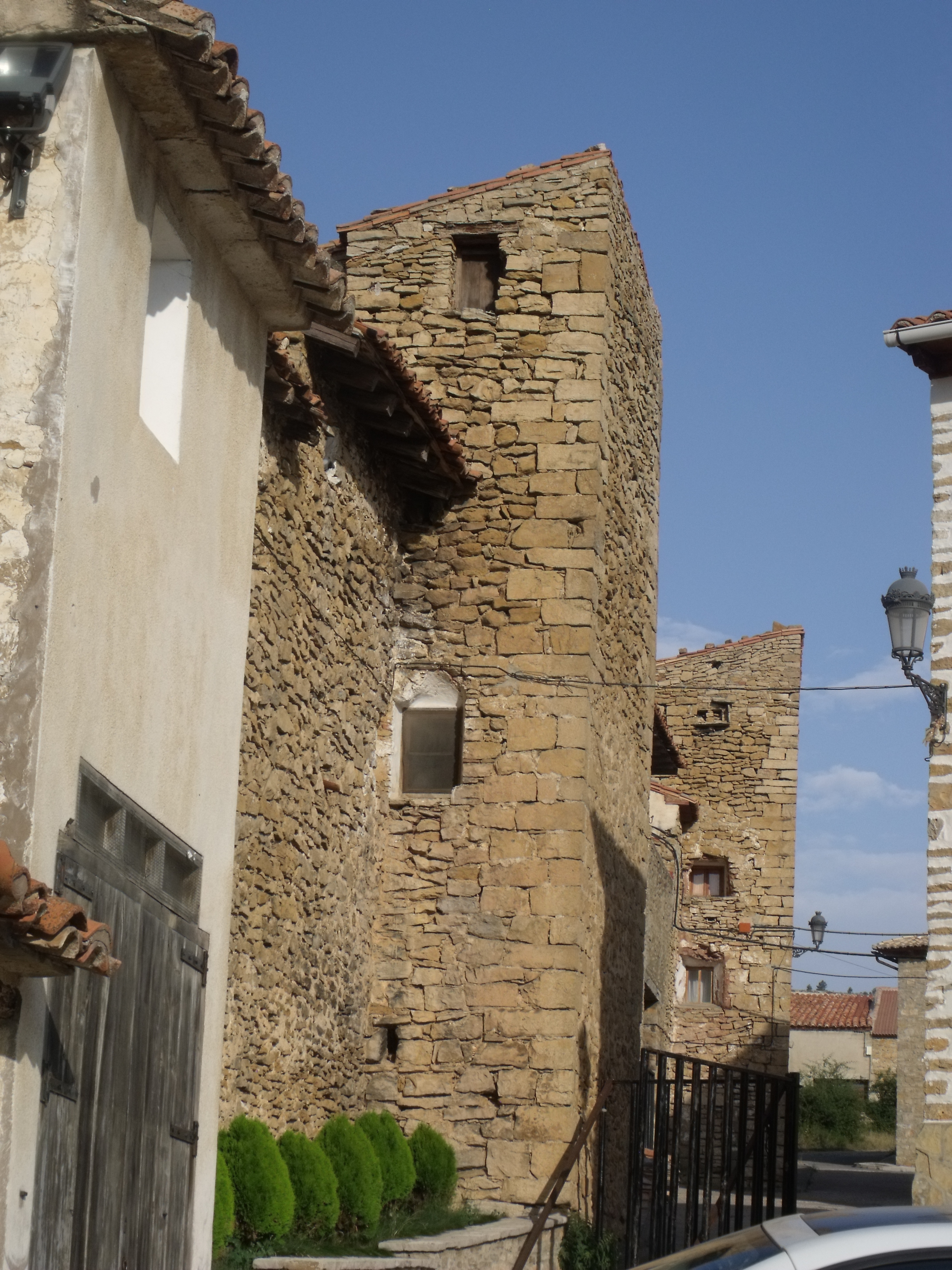
muralles.

- Portal i torre de Sant Roc.

- Muralles i portalades.

- Cases del carrer Ricos Hombres amb els seus ràfols de fusta.

- Edifici de Santa Engràcia.

La part antiga del poble està declarada Monument historicoartístic en 1982.
D'interés geològic són els poljes trobats en el terme municipal.

## Administració
| Període     | Alcalde o alcaldessa                                | Partit polític | Data de possessió | Observacions |
| ----------- | --------------------------------------------------- | -------------- | ----------------- | ------------ |
| 1979–1983   |                                                     |                | 19/04/1979        | --           |
| 1983–1987   |                                                     |                | 28/05/1983        | --           |
| 1987–1991   |                                                     |                | 30/06/1987        | --           |
| 1991–1995   |                                                     |                | 15/06/1991        | --           |
| 1995–1999   |                                                     |                | 17/06/1995        | --           |
| 1999–2003   |                                                     |                | 03/07/1999        | --           |
| 2003–2007   |                                                     | PP             | 14/06/2003        | --           |
| 2007–2011   | Ángel Fabregáte Castillo / Santiago Escriche Ibáñez | PAR/EU         | 16/06/2007        | --           |
| 2011–2015   | María Isabel Gil Salvador                           | PP             | 11/06/2011        | --           |
| 2015–2019   | n/d                                                 | n/d            | 13/06/2015        | --           |
| 2019-2023   | n/d                                                 | n/d            | 15/06/2019        | --           |
| Des de 2023 | n/d                                                 | n/d            | 17/06/2023        | --           |

## Demografia
| 1996 | 1998 | 1999 | 2000 | 2001 | 2002 | 2003 | 2004 | 2005 | 2006 | 2007 | 2008 | 2010 | 2014 |
| ---- | ---- | ---- | ---- | ---- | ---- | ---- | ---- | ---- | ---- | ---- | ---- | ---- | ---- |
| 719  | 695  | 692  | 693  | 711  | 721  | 722  | 726  | 703  | 694  | 686  | 631  | 608  | 601  |

## Llocs d'interès

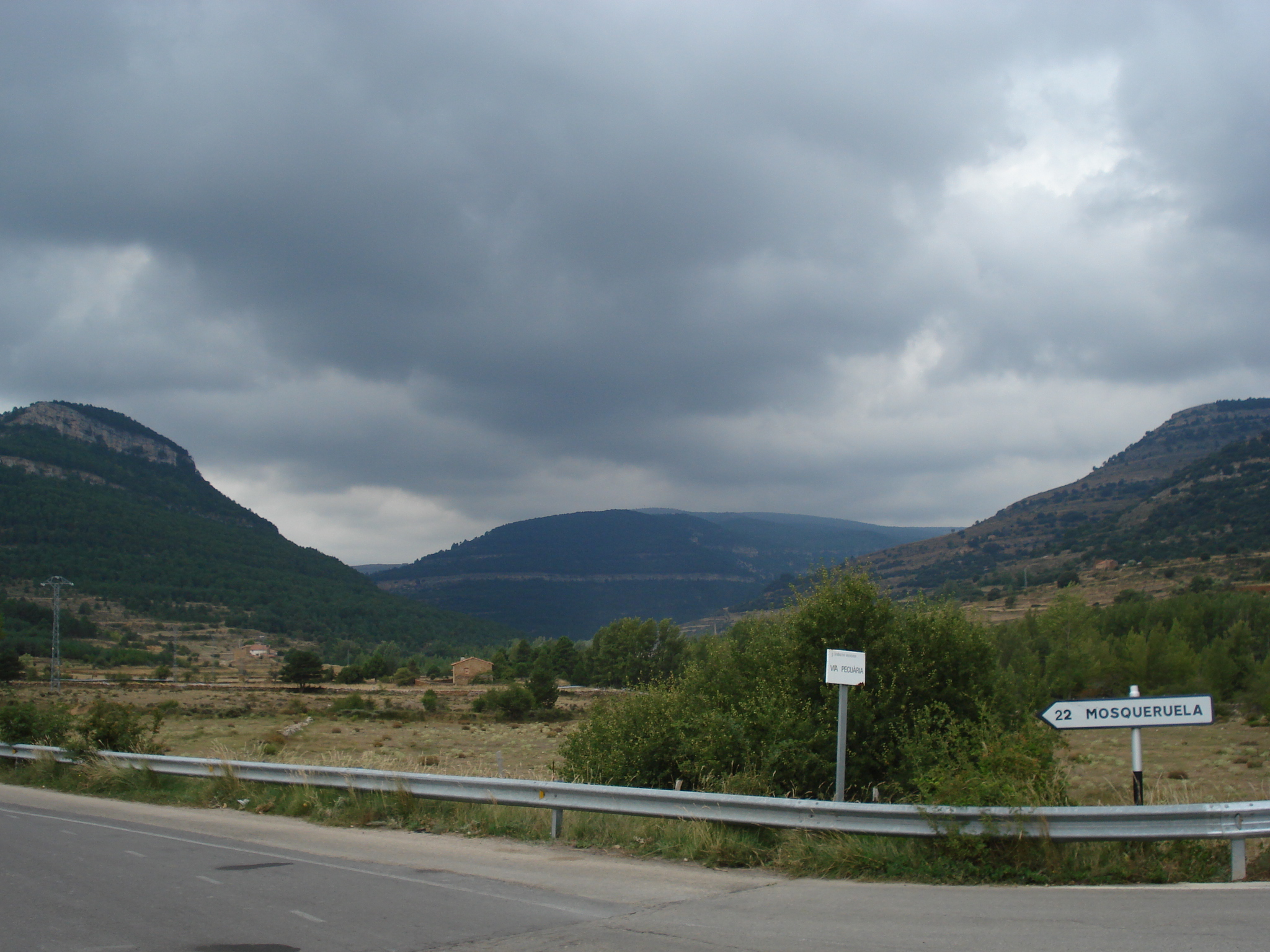
Paisatge dels voltants de Mosqueruela

- Rio las Truchas/ Riu de les Truites
- Santuari Virgen de la Estrella.
- Castell de Majo. Perdut en la Serra de l'Estrella, únicament subsisteixen escorrentius que servien de suport a les bigues que sostenien l'accés.
- Vila de Mosquerola. Declarada Bé d'Interès Cultural.
- Muralla de Mosquerola. Façana entre els segles xiii i xiv, conserva alguns llenços en diverses parts així com els set portals que tancaven la ciutat, la majoria dels quals s'encontren restaurats en l'actualitat.
- Puente de las Calzadas / Pont de les Calçades
- Art rupestre:
  - Conjunt d'Abrics del Barranc Gibert. Patrimoni de la Humanitat.

Situat en la capçalera del Barranc de Gibert en un paisatge de serralada amb pins i sabines, quasi en el límit de les províncies de Castelló i Terol, l'Abric I presenta un gran nombre de figures humanes de mida petita, amb escenes de lluita, de caça i animals aïllats de color roig i corresponents al cicle llevantí. L'Abric II presenta pintures en roig i gravades representant segnes del cile Esquemàtic.

## Gastronomía
- Xulletes de corder.
- Creïlles a la importància.
- Cigrons amb careta i pates.
- Guisat de bou.
- Paella.
- Bolos Blancs.

### Pastes i repostería
- Higos Albardaos, bolos de mel...

## Festes
- Sant Antoni. 17 de gener.
- Sant Pere Màrtir de Verona. 29 d'abril.
- Romeria a la Virgen de la Estrella. Últim diumenge de maig.
- Sant Lamberto. 17 de juny.
- Romeria del Carme. 16 de juliol.
- Sant Cristòfol i Sant Roc (Festa dels pastors o festa dels avis). Últim cap de setmana de juliol.
- Mare de Déu d'agost. 15 d'agost.
- Fira tradicional ramadera. Primer cap de setmana de setembre.